# Kursk
Kursk (russo:  Курск; IPA: [ˈkursk]) é uma cidade russa, capital do Oblast de Kursk, sendo uma das mais antigas cidades russas. Segundo o censos de 2021, a cidade possui cerca de 440,000 habitantes, com projeções da ONU apontando cerca de 474,000 habitantes em 2024. Mundialmente conhecida pela Batalha de Kursk sendo dela sua homônima, tendo em vista que a mesma se desenrolou em suas proximidades. 

## História
Mesmo com evidências arqueológicas mencionando a possiblidade de um povoado na região desde o século VIII, foi mencionada pela primeira vez em documentações de 1032. Segundo a documentação, já nesta altura, o povoado era grande e importante para a região.
Com a invasão mongol dos estados localizados na atual Rússia, a cidade lutaria para defender a região do invasor, acabando por ser destruída em 1238 nos ataques dos mesmos. A cidade e regiões adjacentes seriam conquistadas pelo Grão-Ducado da Lituânia por volta de 1350-1360, mantendo-se sob administração da Lituânia até ás guerras entre o ducado e o Principado de Moscovo, onde Kursk tornar ia-se oficialmente parte do estado russo em 1508. A cidade seria fortificada no final do século XVI, sofrendo até finais do século XVIII vários ataques, porém nunca sendo conquistada.
Em 1917, a cidade teria o seu poder tomado pelos soviéticos. Ainda no mesmo ano, o Oblast seria invadido por forças alemãs, com algumas cidades se mantendo sobre ocupação do Estado Ucraniano até 1919, quando Hetman Pavlo Skoropadski foi retirado do poder, sendo instaurado no seu lugar a República Popular da Ucrânia.
A cidade iniciaria a sua recuperação e desenvolvimento económico, tornando-se um importante ponto industrial e de recursos entre a década de 30 e 50. Durante a Segunda Guerra Mundial, Kursk seria ocupada pelas forças alemãs de 4 de Novembro de 1941 a 8 de Fevereiro de 1943, com as forças de ocupação operando um batalhão de trabalho forçado judeu na cidade. A cidade seria reconquistada a 8 de Fevereiro de 1943, com os alemães iniciado a Operação Cidadela, algo que levaria a grande Batalha de Kursk, onde os soviéticos venceriam, com grandes perdas para os dois lados. Cerca de 70% da economia da cidade seria destruída devido a ocupação e batalhas.
Desde 2007 a cidade recebeu o título de "Cidade de Glória Militar", devido a sua participação na defesa do país.

## Esporte
A cidade de Oriol é a sede do Estádio Trudovye Rezervy e do FC Avangard Kursk, que participa do Campeonato Russo de Futebol.

## Veja também

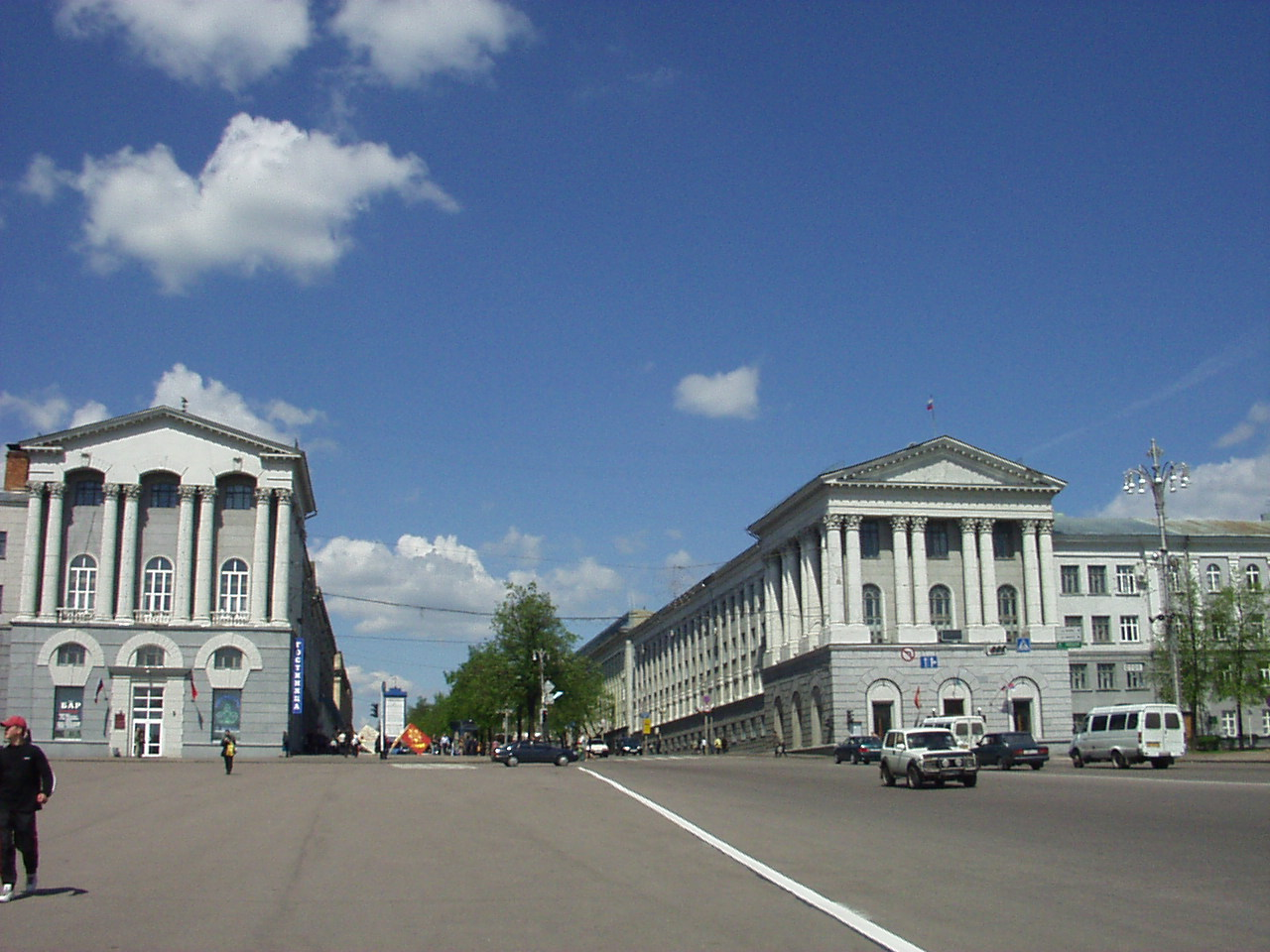
Praça vermelha em Kursk.